# Psallomorpha
Psallomorpha is een geslacht van wantsen uit de familie van de Miridae (Blindwantsen). Het geslacht werd voor het eerst wetenschappelijk beschreven door Duwal in Yasunaga & Lee.

## Soorten
Het genus bevat de volgende soorten:

- Psallomorpha alba Duwal, Yasunaga & Lee, 2010
- Psallomorpha castanopsis Duwal, Yasunaga & Lee, 2010
- Psallomorpha kathmandu Duwal, Yasunaga & Lee, 2010
- Psallomorpha quercicola Duwal, Yasunaga & Lee, 2010
- Psallomorpha tenella Duwal, Yasunaga & Lee, 2010
- Psallomorpha tomokunii Duwal, Yasunaga & Lee, 2010